# 528 Rezia
528 Rezia

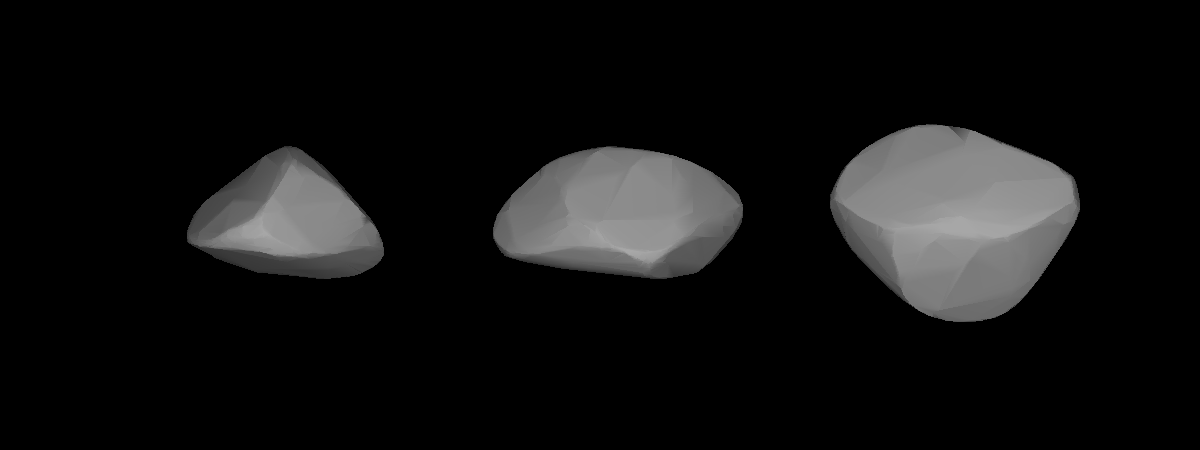
Mô hình 3D của 528 Rezia

528 Rezia là một tiểu hành tinh ở vành đai chính, thuộc nhóm tiểu hành tinh Cybele. Nó được Max Wolf phát hiện ngày 20.3.1904 ở Heidelberg, và được đặt theo tên Rezia, nhân vật trong vở opera Oberon của Carl Maria von Weber.